# Leoninischer Vertrag

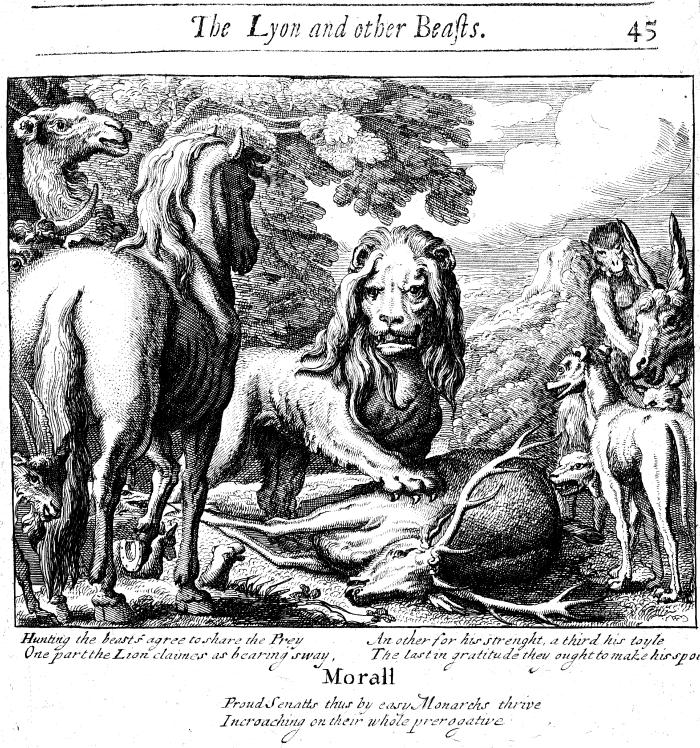
Illustration der Fabel vom Löwenanteil von Francis Barlow, 1687

Ein Leoninischer Vertrag, auch Löwengesellschaft oder Societas leonina, ist ein Gesellschaftsvertrag, nach dem alle Gesellschafter das Risiko tragen, jedoch nur ein Gesellschafter den Gewinn ausgeschüttet erhält.

## Hintergrund
Der Begriff wurde von der römischen Jurisprudenz geprägt. Er bezieht sich auf die Fabel vom Löwenanteil des Äsop, in der alle Tiere an der Jagd teilnehmen, der Löwe (lateinisch Leo) jedoch die gesamte Beute für sich behält.

## Zulässigkeit
Die Zulässigkeit der Societas leonina differiert je nach Rechtsordnung: Während sie nach dem österreichischen ABGB zulässig ist, ist sie nach Art. 2265 des italienischen bürgerlichen Gesetzbuches sowie Art. 51 des polnischen Handelsgesellschaft-Gesetzes verboten. Problematisch sind leoninische Klauseln auch im französischen Recht. Im deutschen Recht sind sie grundsätzlich zulässig, da der für eine Gesellschaft nötige gemeinsame Zweck im Sinne des § 705 BGB nicht schon dadurch ausgeschlossen ist, dass erwirtschaftete Gewinne nur einem Gesellschafter zufließen sollen.